# Verrières-en-Anjou
Verrières-en-Anjou ist eine französische Gemeinde mit 7.946 Einwohnern (Stand: 1. Januar 2022) im Département Maine-et-Loire in der Region Pays de la Loire. Sie ist dem Arrondissement Angers und dem Kanton Angers-6 zugehörig. Die Einwohner werden Verrois genannt.
Verrières-en-Anjou entstand als Commune nouvelle im Zuge einer Gebietsreform zum 1. Januar 2016 durch die Fusion von zwei ehemaligen Gemeinden, Pellouailles-les-Vignes und Saint-Sylvain-d’Anjou, die nun Ortsteile von Verrières-en-Anjou (Communes déléguées) darstellen. Der Verwaltungssitz befindet sich in der Ortschaft Saint-Sylvain-d’Anjou.

## Geographie
Verrières-en-Anjou liegt etwa acht Kilometer nordöstlich von Angers. Umgeben wird Verrières-en-Anjou von den Nachbargemeinden Villevêque im Norden und Osten, Le Plessis-Grammoire im Südosten, Saint-Barthélemy-d’Anjou im Süden sowie Écouflant im Westen und Nordwesten.
Durch die Gemeinde führt die Autoroute A11.

## Gliederung
| Ortsteil                                | ehemaliger INSEE-Code | Fläche (km²) | Einwohnerzahl (2022) |
| --------------------------------------- | --------------------- | ------------ | -------------------- |
| Pellouailles-les-Vignes                 | 49238                 | 03,57        | 2.586                |
| Saint-Sylvain-d’Anjou (Verwaltungssitz) | 49323                 | 21,26        | 5.360                |

## Sehenswürdigkeiten
Siehe auch: Liste der Monuments historiques in Verrières-en-Anjou

### Pellouailles-les-Vignes
- Kirche Sainte-Émerance

### Saint-Sylvain-d’Anjou
- Kirche Saint-Sylvain
- Motte (Wallburg) aus der Zeit um 990 mit Donjon
- Schloss Écharbot aus dem 17., mit Umbauten aus dem 19. Jahrhundert, seit 1981 Monument historique
- Schloss Perruches aus dem 19. Jahrhundert
- Park André Delibes
- Amphitheater im Ausstellungspark von Angers

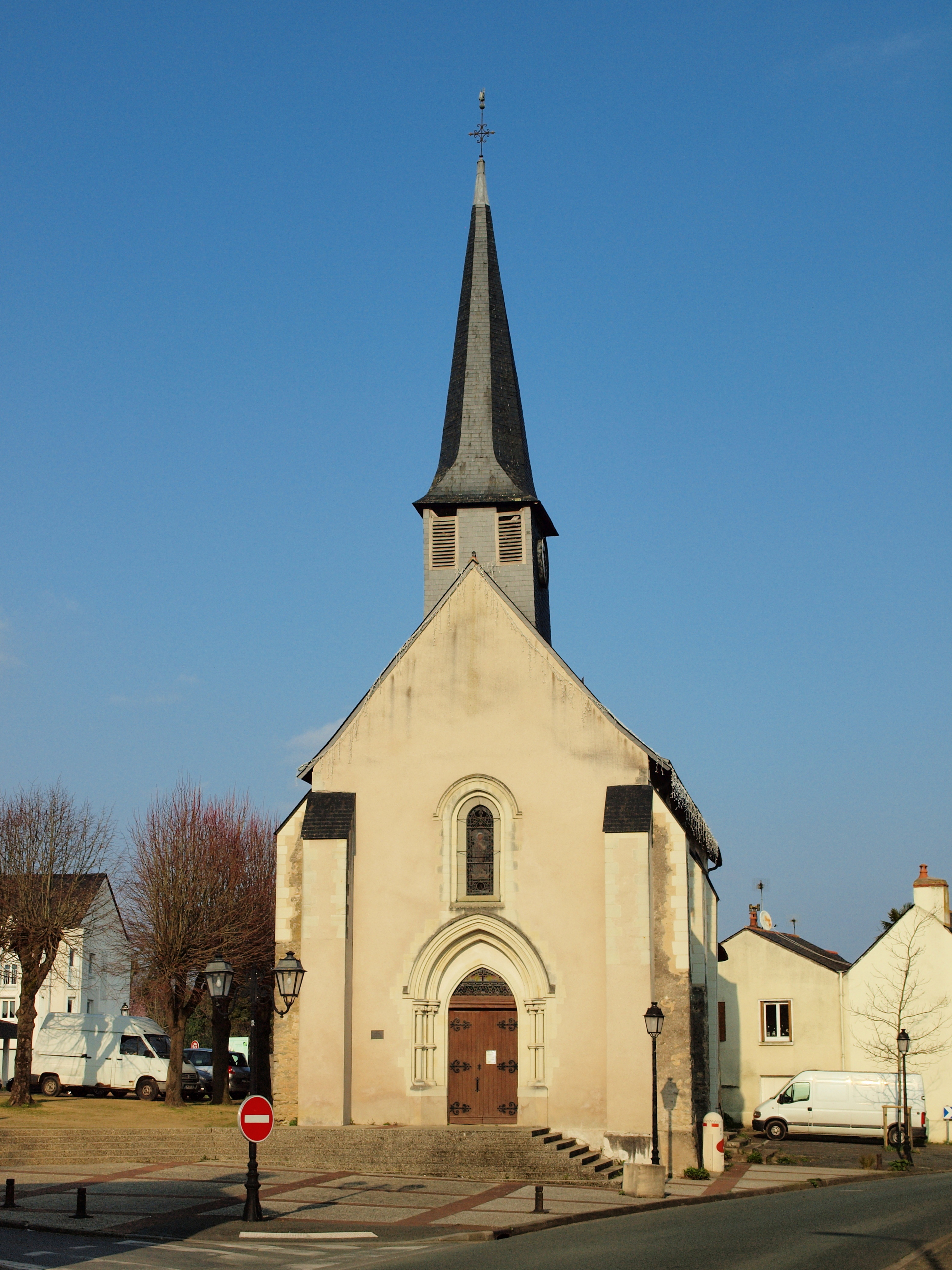
Kirche Sainte-Émerance
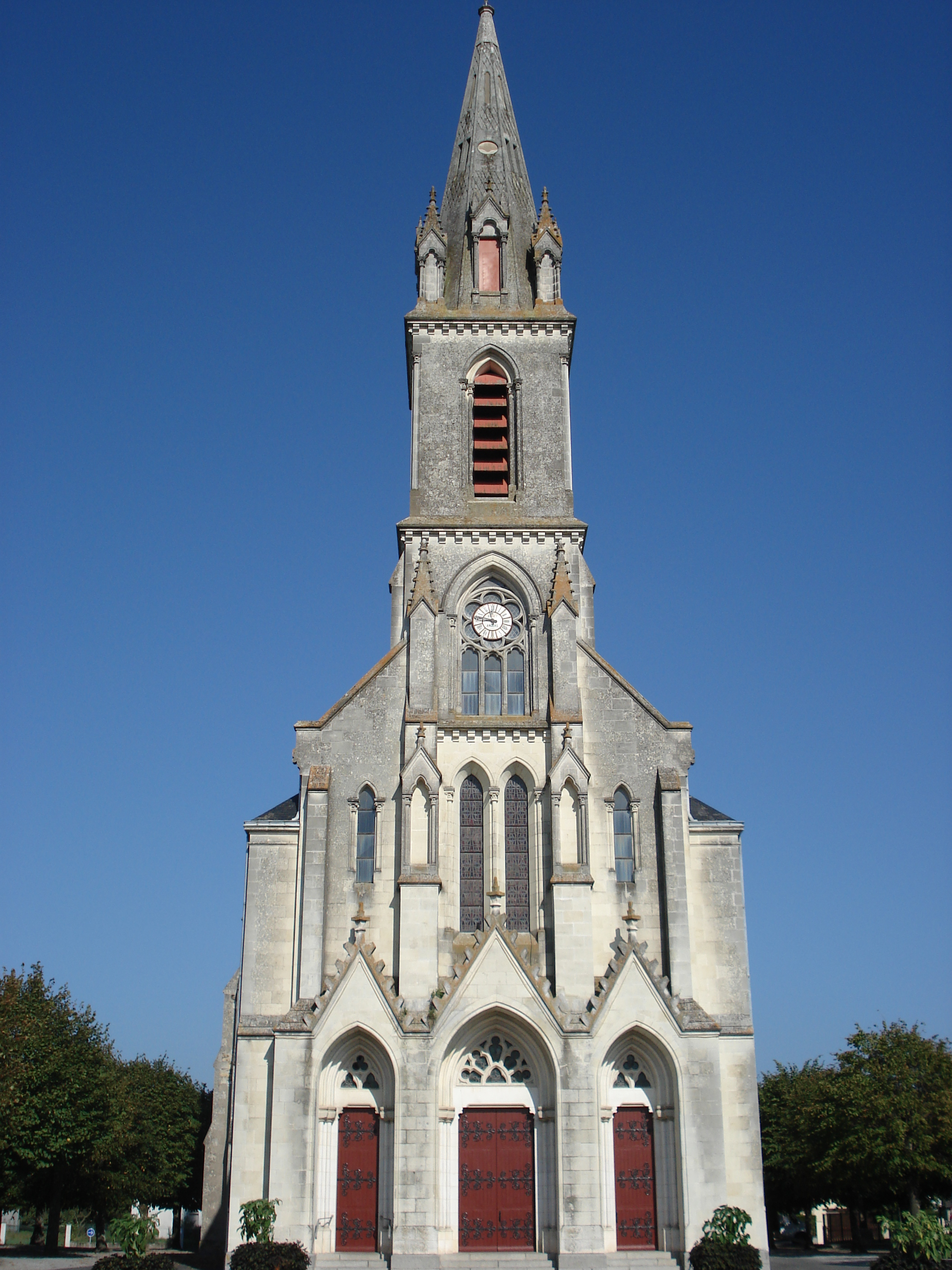
Kirche Saint-Sylvain
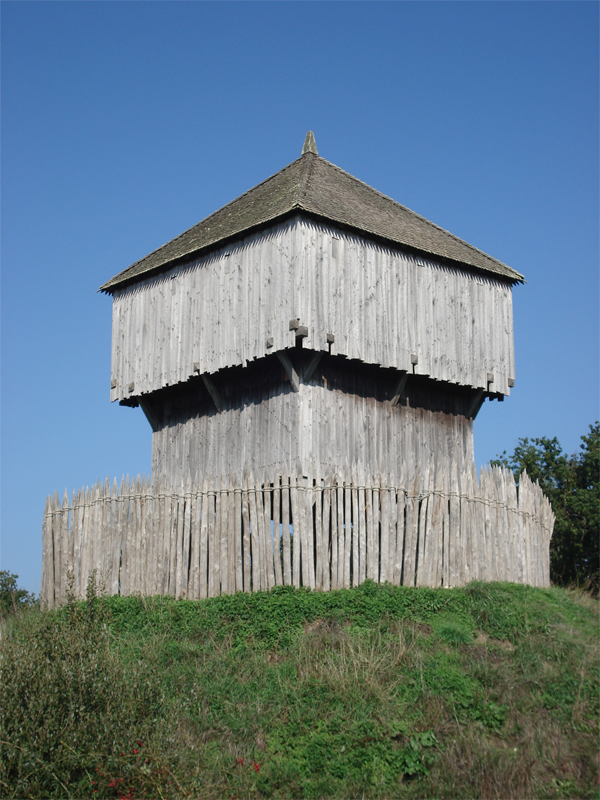
In Teilen rekonstruierter Donjon der Motte

## Weinbau
Der Ort gehört zum Weinbaugebiet Anjou.